# Takuma Abe
Takuma Abe (阿部拓馬?, Abe Takuma; Tokyo, 5 dicembre 1987) è un ex calciatore giapponese, di ruolo attaccante.

## Palmarès

### Club

#### Competizioni nazionali
- Coppa della Corea del Sud: 1

Ulsan Hyundai: 2017